# Cockapoo
A cockapoo-t tartják a legrégebbi hibrid kutyafajtának, amely az 1960-as évek elején vált népszerűvé Észak-Amerikában.
Az új hibrid kutyafajták létrehozásának tendenciája a 20. század közepén kezdődött Észak-Amerikában, fajtatiszta kutyák keresztezésével. A hibrid kutyafajták azonnali sikert arattak, hiszen általában örökölték a szülő fajták legjellegzetesebb és legerényesebb tulajdonságait. Sajnos a hirtelen berobbant népszerűség ellenére nem ismerjük a tenyésztők szándékát, hogy miért fejlesztették ki ezt a kutyafajtát.
Habár létrehozásának motívuma nem világos, köztudott, hogy a cockapoo az angol cocker spániel és az uszkár keresztezésének eredménye. Ez volt az első eset, amikor az uszkárt egy másik kutyafajtával keresztezték, azzal a szándékkal, hogy új fajtát hozzanak létre. Írásos emlékek egyöntetűen állítják, hogy a cockapoo-t kezdetektől fogva szervezett módon tenyésztették, nem pedig a véletlen romantika műve. Tenyésztésüket jól átgondolták, hiszen a szülőfajták minden legjobb tulajdonságával és vonásával rendelkeznek, és az eredmények önmagukért beszélnek.
A cockapoo örökölte az uszkár odaadását, intelligenciáját, alacsony vedlését és szagtalan szőrzetét, amely kiváló lehetőség az allergiás emberek számára. Az angol cocker spániel a cockapoo-nak aktív, szerető és könnyed természetét adta örökül.
Tudományosan bizonyítják, hogy a hibrid/keverék kutyák kevésbé hajlamosak a mentális és fizikai betegségekre, mint fajtatiszta társaik. A cockapoo számára nem csak az előbb említett genetikai tulajdonság előnyös, hanem az is, hogy mindkét szülőfajta remek karakterisztikával rendelkező, bevált, tradicionális kutyafajta.
A cockapoo népszerűsége a létrehozásától kezdve folyamatosan nőtt. Az előzmények eredményeképpen a tenyésztők erőfeszítéseket tettek, hogy ebből a kutyafajtából elismert fajtastandardot tudjanak kialakítani.
A fajtastandard kialakítása az esetek többségében néhány évtizedet vesz igénybe, mivel a tenyésztőknek két hibrid példányt kell párosítaniuk egy alom előállításához, melynek szülei az első generációs példányok. Általában az a szabály, hogy minél több generációt keresztez egy tenyésztő, annál szabványosabbá válik a fajta. Ezt a módszert többgenerációs keresztezésnek nevezik.
A cockapoo népszerűségének növekedésének köszönhetően 1999-ben alakult meg a Cockapoo Club of America, azzal a szándékkal, hogy megteremtse a tenyésztési konzisztenciát és a fajtastandardot is. Később, 2004-ben megalakult az Amerikai Cockapoo Club azzal a céllal, hogy felsorakoztassák azokat a cockapoo-kat, melyek az eredeti gyökerekre vezethetők vissza. Továbbá 1999-ben megalapították az Észak-Amerikai Cockapoo Registry szervezetet, mely szintén azon dolgozik, hogy a fajtát minél szélesebb körben elismerjék.